# Регуляризация (физика)
Регуляриза́ция — технический приём в квантовой теории поля, позволяющий избегать математически некорректных выражений в промежуточных вычислениях (то есть вместо явных бесконечностей мы оперируем конечными величинами). Подразумевается, что после получения окончательного ответа регулирующий параметр устремляется к нулю, и при этом окончательный ответ для наблюдаемой величины стремится к конечному значению.

## Схемы регуляризации
В большинстве случаев регуляризацию используют для проведения процедуры перенормировки теории и устранения ультрафиолетовых расходимостей. Существует несколько различных схем регуляризации.
Наиболее часто используемые в практических вычислениях схемы регуляризации:
- регуляризация Паули-Вилларса состоит в добавлении в теорию сверхмассивных частиц, которые циркулируют в петлях фейнмановских диаграмм и устраняют ультрафиолетовые расходимости.
- размерная регуляризация состоит в том, что вместо 4-мерного пространства-времени рассматривают D-мерное пространство-время, причём рассматриваются не только целые, а все действительные значения D. Переход к нецелому D регуляризует не только ультрафиолетово, но и инфракрасно расходящиеся интегралы. Кроме того, размерная регуляризация удобна тем, что на всех промежуточных этапах сохраняет как лоренц-инвариантность, так и калибровочную инвариантность. Размерная регуляризация очень удобна для вычисления фейнмановских интегралов. Однако у неё есть существенный недостаток — она (как и все её модификации, известные на сегодняшний день) нарушает суперсимметрию.
- дискретизация пространства-времени также позволяет устранить ультрафиолетовые расходимости, так как она вводит минимальный шаг пространственной решётки, который и ограничивает интегралы по импульсам сверху. Этот подход нарушает лоренц-инвариантность, однако для численных расчётов он наиболее удобен.